# Kakumäe

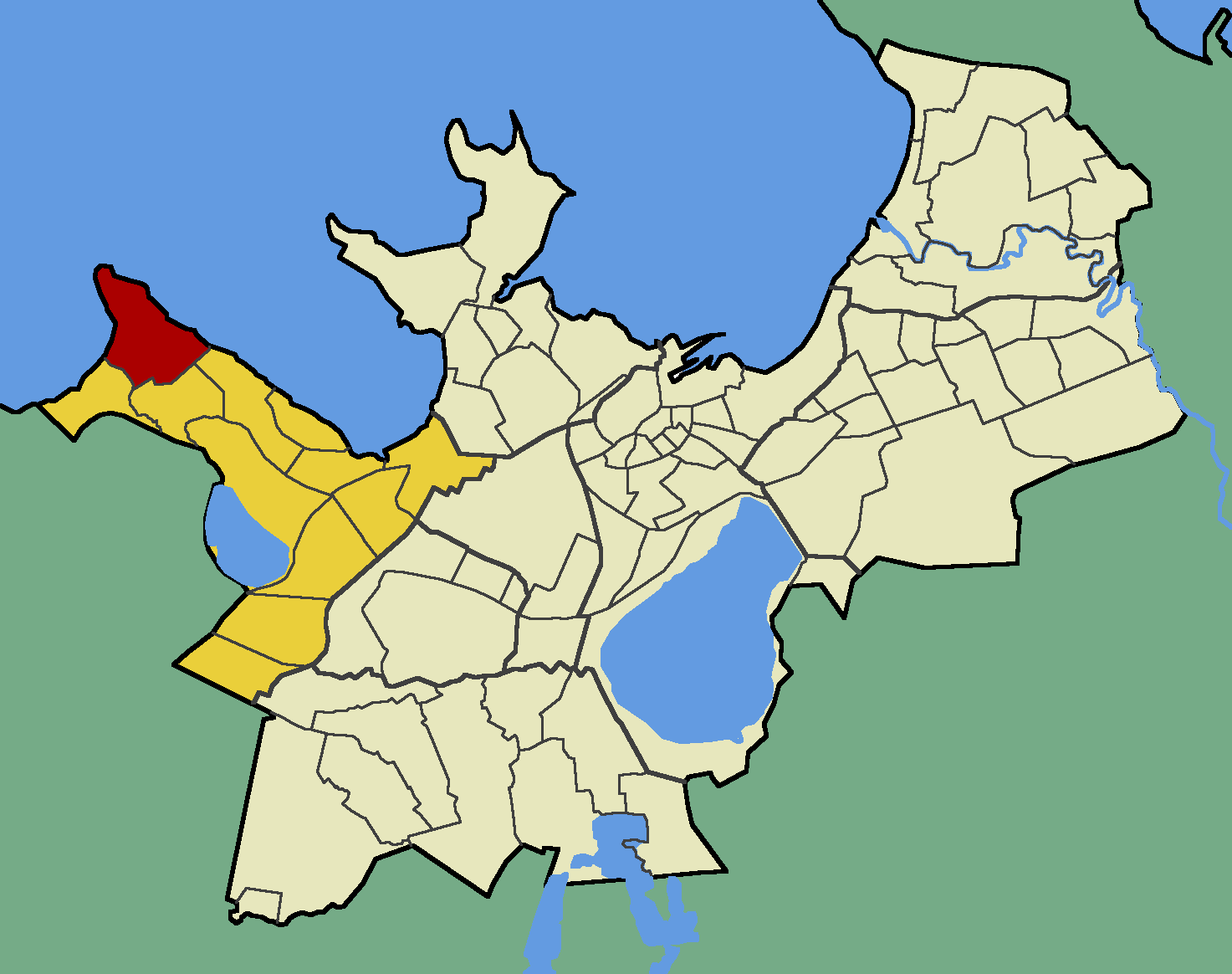
Lage von Kakumäe (rot) im Tallinner Stadtteil Haabersti (gelb)

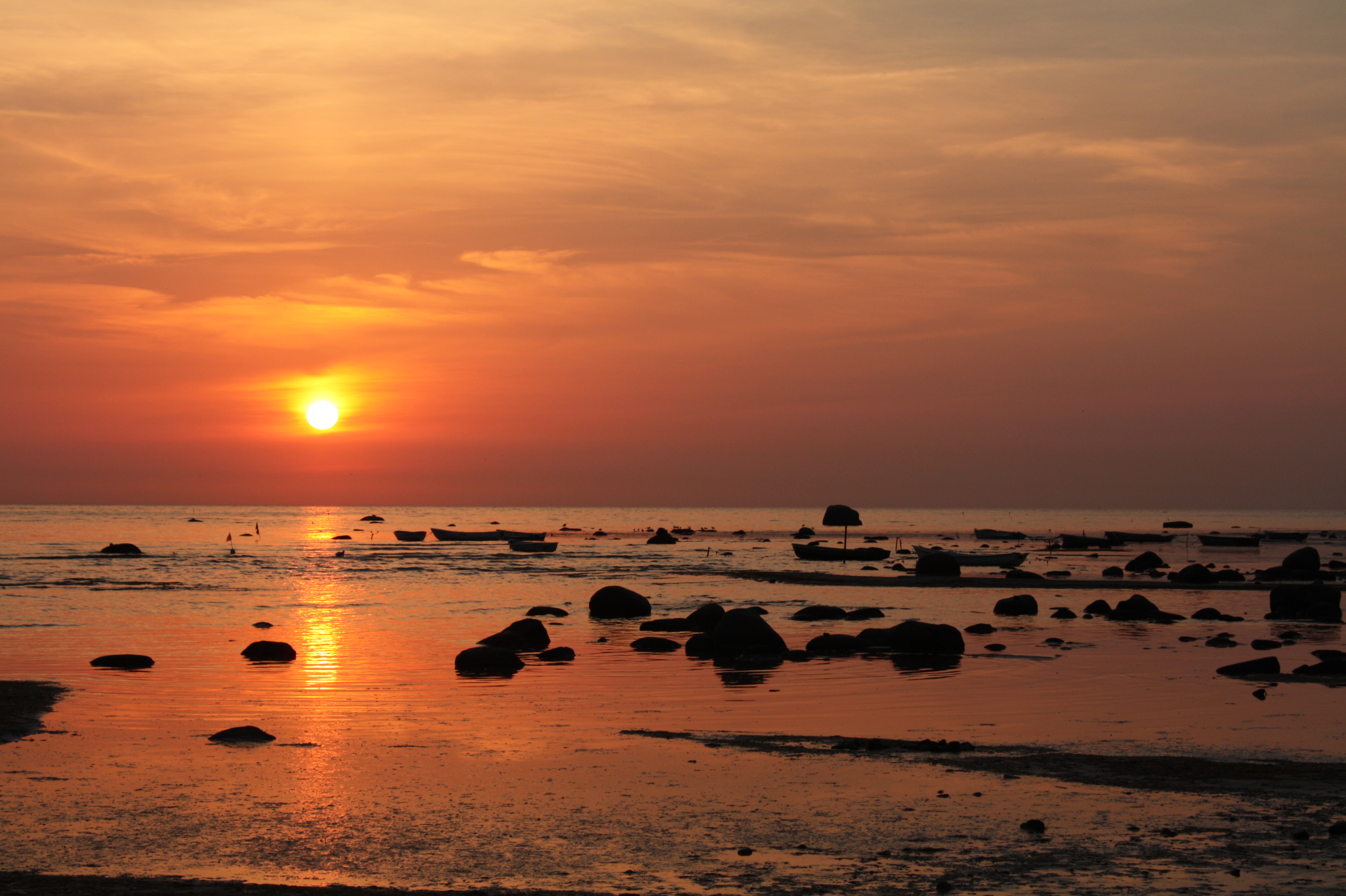
Sonnenuntergang vor Kakumäe

Kakumäe ist ein Stadtbezirk (estnisch asum) der estnischen Hauptstadt Tallinn. Der Bezirk liegt im Stadtteil Haabersti.

## Beschreibung
Kakumäe hat 1.262 Einwohner (Stand 1. Mai 2010).
Kakumäe ist der nordwestlichste Stadtbezirk der estnischen Hauptstadt. Er liegt auf der Spitze der gleichnamigen, vier Kilometer langen Halbinsel (Kakumäe neem oder Kakumäe poolsaar). Westlich davon liegt die Bucht von Kakumäe (Kakumäe laht), östlich die Bucht von Kopli (Kopli laht).
Kakumäe ist heute ein bevorzugtes Wohngebiet der Tallinner Stadtbevölkerung. Mit seinen Stränden, dem Klint mit weitem Blick über den Finnischen Meerbusen und einer weitgehend naturbelassenen Landschaft zieht es daneben zahlreiche Ausflügler an. In Kakumäe befindet sich auch ein Jachthafen.

## Geschichte
Das Dorf Kakumäe (deutsch Kakomäggi) wurde erstmals 1697 erwähnt. Der Name stammt wahrscheinlich von dem gleichnamigen Bach, der vom Harku-See aus in Richtung Ostsee floss. Eine „Brückung der Kakamaye“ ist bereits für das Jahr 1469 belegt.
1975 wurde das Dorf Kakumäe der Stadt Tallinn eingemeindet.